# Triple saut féminin aux championnats du monde d'athlétisme 1993
Navigation
Göteborg 1995
L'épreuve du triple saut féminin des championnats du monde d'athlétisme 1993 s'est déroulée les 20 et 21 août 1993 au  Gottlieb Daimler Stadion de Stuttgart, en Allemagne. Elle est remportée par la Russe Anna Biryukova qui établit en finale un nouveau record du monde avec la marque de 15,09 m, devenant la première athlète féminine à sauter au-delà des 15 mètres.
Il s'agit de la première édition du triple saut féminin lors d'un championnat du monde d'athlétisme.

## Résultats

### Finale
| Rang               | Athlète             | Pays        | Marque  | Notes |
| ------------------ | ------------------- | ----------- | ------- | ----- |
| Médaille d'or      | Anna Biryukova      | Russie      | 15,09 m | WR    |
| Médaille d'argent  | Yolanda Chen        | Russie      | 14,70 m |       |
| Médaille de bronze | Iva Prandzheva      | Bulgarie    | 14,23 m |       |
| 4                  | Niurka Montalvo     | Cuba        | 14,22 m |       |
| 5                  | Helga Radtke        | Allemagne   | 14,19 m |       |
| 6                  | Antonella Capriotti | Italie      | 14,18 m | NR    |
| 7                  | Šárka Kašpárková    | Tchéquie    | 14,16 m |       |
| 8                  | Urszula Włodarczyk  | Pologne     | 13,80 m |       |
| 9                  | Michelle Griffith   | Royaume-Uni | 13,69 m |       |
| 10                 | Jeļena Blaževiča    | Lettonie    | 13,57 m |       |
| 11                 | Ljudmila Ninova     | Autriche    | 13,30 m |       |
| 12                 | Monica Toth         | Roumanie    | 12,87 m |       |
| —                  | Inna Lasovskaya     | Russie      | NM      |       |

## Légende
Records et Performances
- AR : Record continental (area record)
- CR : Record des championnats (championship record)
- MR : Record du meeting (meet record)
- NR : Record national (national record)
- OR : Record olympique (olympic record)
- PR : Record paralympique (paralympic record)
- PB : Record personnel (personal best)
- SB : Meilleure performance personnelle de la saison (season's best)
- WL : Meilleure performance mondiale de l'année (world leader)
- WJR : Record du monde junior (world junior record)
- WR : Record du monde (world record)

Circonstances et Conditions
- DNF : N'a pas terminé (did not finish)
- DNS : N'a pas pris le départ (did not start)
- DQ : Disqualification (disqualification)
- NM : Aucun essai valable enregistré (No Mark)
- Q : Qualifié « directement » au prochain tour (ou à la prochaine compétition), lors d'une compétition majeure, grâce au classement ou à la réalisation des minima (automatic qualifier)
- q : Qualifié au prochain tour (ou à la prochaine compétition), lors d'une compétition majeure, grâce au repêchage ou à la réalisation de l'une des meilleures performances parmi celles des « non qualifiés directement » (grâce au meilleur temps ou à la meilleure distance par exemple) (secondary qualifier)